# Osiedle Boryczów
Osiedle Boryczów – osiedle w Niepołomicach, stanowiące jednostkę pomocniczą gminy Niepołomice.

## Położenie
Osiedle Boryczów południowo-zachodnią część miasta. Graniczy z osiedlami: Podgrabie, Zagrody, Śródmieście i Zakościele oraz miejscowościami: Staniątki i Podłęże.

## Historia
W przeszłości obszar osiedla Boryczów zajmowała w większości Puszcza Niepołomicka. Osadnictwo miało miejsce jedynie wzdłuż traktu Wieliczka-Niepołomice (droga wojewódzka nr 964) wokół którego powstała osada Boryczów. W okresie międzywojennym na wschód od niej powstała Strzelnica Wojskowa. W latach 70. XX wieku w północnej części osiedla, przy granicy z Zagrodami, wzniesiono osiedle siedmiu bloków dla pracowników Lasów Państwowych. Po likwidacji Strzelnicy, na początku XXI wieku, wytyczono na jej obszarze siatkę ulic i rozpoczęto budowę osiedla domów jednorodzinnych Boryczów-Strzelnica.

## Osiedla i zwyczajowe jednostki urbanistyczne
- Boryczów
- Łąki Niepołomickie
- Osiedle Boryczów-Strzelnica
- Osiedle Leśników